# Lemmaphyllum rostratum
Lemmaphyllum rostratum är en stensöteväxtart som först beskrevs av Richard Henry Beddome och som fick sitt nu gällande namn av Tag.
Lemmaphyllum rostratum ingår i släktet Lemmaphyllum och familjen Polypodiaceae. Inga underarter finns listade i Catalogue of Life.